# Rokeby Park

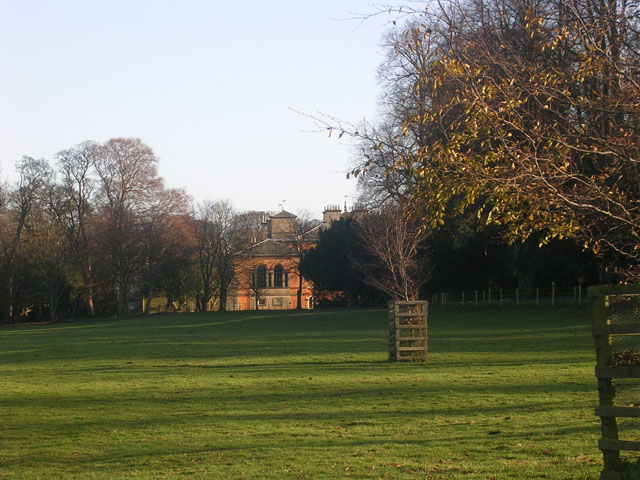
Rokeby Park

Rokeby Park ist ein Landhaus in der Nähe der Mündung des Greta in den Tees und des Dorfes Greta Bridge in der englischen Grafschaft County Durham. Historisch gehörte das Haus zur Verwaltungseinheit North Riding of Yorkshire. Das im palladianischen Stil gebaute Haus ist das private Wohnhaus von Sir Andrew Morritt, ist aber an ausgesuchten Tagen öffentlich zugänglich.
Das Landhaus wurde für Sir Thomas Robinson 1735 fertiggestellt – damals Rokeby Hall genannt – und gilt als schönes Beispiel für ein Haus im Italianate-Stil. Robinson blieb bis 1769 Eigentümer und verkaufte das Anwesen dann an John Sawrey Morritt, einen Vorfahren des heutigen Besitzers. Dessen Sohn John Bacon Sawrey Morritt sammelte während seiner Grand Tour 1794 bis 1796 Antiken, von denen heute noch einige im Landhaus vorhanden sind.
Ein großer Teil der heutigen Einrichtung wurde vom Architekten John Carr entworfen. Im Haus findet man die Sammlung textiler Handarbeitsbilder von Anne Morritt (1726–1797), der unverheirateten Schwester von J. S. Morritt. Bis heute erhalten ist auch der seltene „Druckraum“, ein Raum, der mit Drucken aus dem 18. Jahrhundert tapeziert ist.
Das Haus ist bekannt als der ursprüngliche englische Aufbewahrungsort des Gemäldes Venus vor dem Spiegel von Diego Velázques. Das Original hängt heute in der National Gallery in London und eine Kopie im Salon von Rokeby Park. Sir Walter Scott war regelmäßig Gast des Hauses und wählte es als Handlungsort seines epischen Gedichtes Rokeby von 1812.